# Walter Espiga
Walter Hugo Espiga Gabito (10 de mayo de 1924 - 17 de febrero de 2006) fue uno de los pioneros de la radiodifusión en Uruguay desde la emisora CX 157 Radio Canelones, fundada el 18 de mayo de 1961. Se casó con Ana Elena Batlle Iribarne y tuvieron dos hijos, Duncan Alberto y Ana Carolina.

## Biografía
Entre sus variadas actividades, Espiga fue Presidente y era miembro del Tribunal de Honor de la Asociación Uruguaya de Relaciones Públicas; fue director Nacional de Turismo en la década de los sesenta; fue presidente de CORI (Cooperativa de Radioemisoras del Interior); fue uno de los miembros del Club de Leones que fundaron el Club de Leones de Montevideo, el 15 de febrero de 1952.
Escribe Carlos Cáceres en su página www.uruguayescribe.com "Luchó mucho en la Unión Internacional de Organismos Oficiales de Turismo, para que se creara lo que luego fue la Organización Mundial de Turismo. También desde organizaciones de ayuda a la Comunidad, trató de apoyar a los más necesitados y carentes".